# Első Ponta-kormány
Az első Ponta-kormány Románia kormánya volt, amely 2012. május 7-től december 21-ig volt hivatalban.

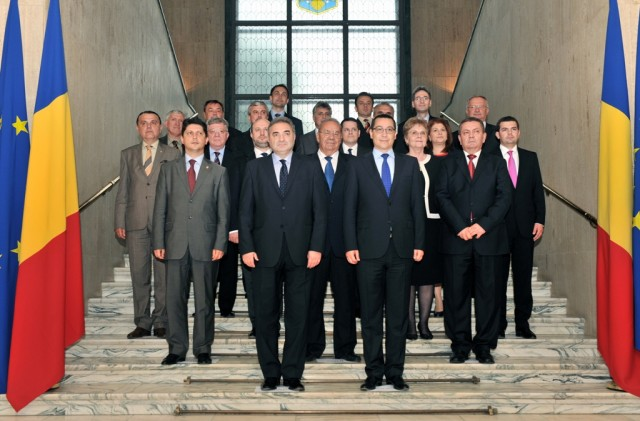
Az első Ponta-kormány tagjai

## Kormányösszetétel
2012. május 7-től:
| Név                                                       | Hivatal kezdete     | Hivatal vége        | Párt           | Megjegyzés                   |
| Miniszterelnök                                            | Miniszterelnök      | Miniszterelnök      | Miniszterelnök | Miniszterelnök               |
| --------------------------------------------------------- | ------------------- | ------------------- | -------------- | ---------------------------- |
| Victor Ponta                                              | 2012. május 7.      | december 21.        | PSD            | pártelnök                    |
| Pénzügyminiszter (egyben miniszterelnök-helyettes)        |                     |                     |                |                              |
| Florin Georgescu                                          | 2012. május 7.      | december 21.        | pártonkívüli   |                              |
| Közigazgatási és belügyminiszter                          |                     |                     |                |                              |
| Ioan Rus                                                  | 2012. május 7.      | 2012. augusztus 6.  | PSD            |                              |
| Mircea Dușa                                               | 2012. augusztus 6.  | december 21.        | PSD            |                              |
| Külügyminiszter                                           |                     |                     |                |                              |
| Andrei Marga                                              | 2012. május 7.      | 2012. augusztus 6.  | PNL            |                              |
| Titus Corlăţean                                           | 2012. augusztus 6.  | december 21.        | PSD            |                              |
| Igazságügy-miniszter                                      |                     |                     |                |                              |
| Titus Corlățean                                           | 2012. május 7.      | 2012. augusztus 6.  | PSD            |                              |
| Victor Ponta                                              | 2012. augusztus 7.  | 2012. augusztus 23. | PSD            | miniszterelnök, ideiglenesen |
| Mona Pivniceru                                            | 2012. augusztus 23. | december 21.        | pártonkívüli   |                              |
| Mezőgazdasági és vidékfejlesztési miniszter               |                     |                     |                |                              |
| Daniel Constantin                                         | 2012. május 7.      | december 21.        | PC             | pártelnök                    |
| Munkaügyi, családügyi és szociális miniszter              |                     |                     |                |                              |
| Mariana Câmpeanu                                          | 2012. május 7.      | december 21.        | PNL            |                              |
| Gazdasági, kereskedelmi és az üzleti környezet minisztere |                     |                     |                |                              |
| Daniel Chițoiu                                            | 2012. május 7.      | december 21.        | PNL            |                              |
| Közlekedési és infrastrukturális miniszter                |                     |                     |                |                              |
| Ovidiu Ioan Silaghi                                       | 2012. május 7.      | december 21.        | PNL            |                              |
| Környezetvédelmi és erdészeti miniszter                   |                     |                     |                |                              |
| Rovana Plumb                                              | 2012. május 7.      | december 21.        | PSD            |                              |
| Regionális fejlesztési és idegenforgalmi miniszter        |                     |                     |                |                              |
| Eduard Hellvig                                            | 2012. május 7.      | december 21.        | PNL            |                              |
| Nemzetvédelmi miniszter                                   |                     |                     |                |                              |
| Corneliu Dobrițoiu                                        | 2012. május 7.      | december 21.        | PNL            |                              |
| Oktatási, kutatási, ifjúsági és sportminiszter            |                     |                     |                |                              |
| Ioan Mang                                                 | 2012. május 7.      | május 15.           | PSD            |                              |
| Liviu Pop                                                 | 2012. május 15.     | július 2.           | pártonkívüli   | ideiglenesen                 |
| Ecaterina Andronescu                                      | 2012. július 2.     | december 21.        | PSD            |                              |
| Egészségügyi miniszter                                    |                     |                     |                |                              |
| Vasile Cepoi                                              | 2012. május 7.      | 2012. október 1.    | pártonkívüli   |                              |
| Raed Arafat                                               | 2012. október 1.    | 2012. október 2.    | pártonkívüli   | államtitkár, ideiglenesen    |
| Victor Ponta                                              | 2012. október 3.    | 2012. november 6.   | PSD            | miniszterelnök, ideiglenesen |
| Raed Arafat                                               | 2012. november 7.   | december 21.        | pártonkívüli   |                              |
| Hírközlési és tájékoztatási miniszter                     |                     |                     |                |                              |
| Dan Nica                                                  | 2012. május 7.      | december 21.        | PSD            |                              |
| Művelődési és nemzeti örökségi miniszter                  |                     |                     |                |                              |
| Mircea Diaconu                                            | 2012. május 7.      | június 19.          | PNL            |                              |
| Puiu Hașotti                                              | 2012. június 25.    | december 21.        | PNL            |                              |
| Európai ügyek minisztere                                  |                     |                     |                |                              |
| Leonard Orban                                             | 2012. május 7.      | december 21.        | pártonkívüli   |                              |
| Parlamenti kapcsolatokért felelős tárca nélküli miniszter |                     |                     |                |                              |
| Mircea Dușa                                               | 2012. május 7.      | augusztus 6.        | PSD            |                              |
| Dan Șova                                                  | 2012. augusztus 6.  | december 21.        | PSD            |                              |
| Közigazgatásért felelős tárca nélküli miniszter           |                     |                     |                |                              |
| Victor Paul Dobre                                         | 2012. május 7.      | 2012. augusztus 6.  | PNL            |                              |
| Radu Stroe                                                | 2012. augusztus 6.  | december 21.        | PNL            |                              |
| Üzleti környezetért felelős tárca nélküli miniszter       |                     |                     |                |                              |
| Lucian Isar                                               | 2012. május 7.      | 2012. augusztus 6.  | pártonkívüli   |                              |
| Mihai Voicu                                               | 2012. augusztus 6.  | december 21.        | PNL            |                              |
| Társadalmi párbeszédért felelős tárca nélküli miniszter   |                     |                     |                |                              |
| Liviu Pop                                                 | 2012. május 7.      | december 21.        | pártonkívüli   |                              |

## Története

### Megalakulása
A korábbi néppárti Ungureanu-kabinet április 27-én bukott meg a Szociálliberális Unió (USL) által kezdeményezett bizalmi szavazáson. Traian Băsescu államfő Victor Ponta szociáldemokrata pártelnököt bízta meg kormányalakítással. Május 7-én a parlament két házának együttes ülésén megkapta a bizalmat, így az USL-t alkotó két nagyobbik párt, a Szociáldemokrata Párt (PSD) 7, a Nemzeti Liberális Párt (PNL) 8 taggal képviseltette magát, míg a szövetség harmadik tagja, a Konzervatív Párt (PC) a párt elnöke – Daniel Constantin révén – vett részt a balliberális Ponta-kabinet munkájában.
Victor Ponta a kormányzati prioritások közül a Parlament fontosságának visszaállítását, a válság okozta társadalmi igazságtalanságok kiigazítását, az igazságszolgáltatással kapcsolatos EU-s együttműködési és ellenőrző mechanizmus tiszteletben tartását emelte ki.

### Szolidaritási adó
A Románia Haladásáért Országos Szövetséghez (UNPR) tartozó független honatyák által benyújtott, az úgynevezett szolidaritási adó 2013-tól történő bevezetését tartalmazó törvénytervezetet a román képviselőház – csakúgy mint korábban a szenátus – 2012 májusában leszavazta. A szavazáson 106-an voksoltak az adó bevezetése mellett, 101-en ellene, 20-an pedig tartózkodtak. A tervezet szerint azokra személyekre vetették volna ki az adót, akiknek a vagyona a 450 ezer eurót eléri, úgy hogy évente egyszer vagyonuk 1%-át kellett volna befizetniük.
A tervezet szerint azok a személyek is jogszabály hatálya alá estek volna, akiknek vagyona nem éri el a 450 ezer eurót, de olyan értékes ingatlan birtokában vannak, amelynek értéke meghaladja 300 ezer eurót, vagy rendelkeznek olyan ingósággal, amely több mint 50 ezer eurót ér. Ez utóbbi két esetben az ingatlan vagy az ingóság 0,5%-át kellett volna kifizetni szolidaritási adó címén.

### Miniszterváltás
Ioan Mang, a plágiumbotrányba keveredett oktatási miniszter 2012. május 15-én benyújtotta lemondását, melyet Victor Ponta miniszterelnök elfogadott. A tárcát ideiglenesen Liviu Pop, a társadalmi párbeszédért felelős tárca nélküli miniszter vette át. Egy hónappal később, június 19-én Mircea Diaconu művelődési és nemzeti örökségi miniszter kénytelen távozni a kormányból, miután a Legfelsőbb Semmítőszék és Törvényszék jogerős döntése értelmében a miniszter megsértette az összeférhetetlenségi törvényt, és ezért 2012. június 19-től kezdődően három évig nem tölthet be köztisztségeket.
Crin Antonescu, a PNL elnöke Puiu Hașotti szenátort, a szenátus kulturális bizottságának tagját jelöli a kulturális tárca élére, azonban Băsescu államfő a kinevezés feltételéül szabta azt a nyilatkozat, melyben a történész és régész egyetemi professzor kijelenti, hogy nem másolta doktori disszertációját. Haşotti eleget tett a kérésnek, a miniszterelnök viszont leszögezte, hogy nem fogadja el az államfő szabta feltételt, mivel hatályos jogszabály nem ír elő semmiféle hasonló nyilatkozat meglétét ahhoz, hogy valakit miniszterré nevezzenek ki. A kormánypárt kilátásba helyezte Băsescu felfüggesztését, amennyiben nem nevezi ki Hașottit anélkül, hogy szót ejtsen a politikus tudományos tevékenységéről.
Június 25-én Haşottit beiktatták hivatalába, a Cotroceni-palotában tartott ünnepségen az államfő megköszönte neki, hogy komolyan vette kérését. Egy héttel később, július 2-án az új oktatási miniszter, Ecaterina Andronescu is letette a hivatali esküt anélkül, hogy írásba adta volna azt, hogy nem plagizált. Andronescu újságírók előtt jelentette ki, hogy tanári pályafutása során semmilyen csalásnak nem volt részese, ám erről nem készített írásos nyilatkozatot.

### A kormány és az államfő közötti konfliktus
A félelnöki politikai rendszer miatt konfliktus helyzet alakult ki Victor Ponta miniszterelnök és Traian Băsescu államfő között, melyet a Ponta-kabinet tagjainak plágiumbotrányai csak még jobban fokozott. Ponta Băsescut vádolta politikai támadással, miután a Nature című tudományos lap és a német Frankfurter Allgemeine Zeitung is azt írta június közepén, hogy plágiumvád merült fel a kormányfővel szemben. Szerintük Ponta 2003-as, jogtudományból írt PhD-értekezésének több mint fele korábbi publikációkból származhat a megfelelő hivatkozások feltüntetése nélkül. A plágium tényét a romániai Egyetemi Címeket és Okleveleket Tanúsító Országos Tanács (románul Consiliul Național de Atestare a Titlurilor, Diplomelor și Certificatelor Universitare, CNATDCU) is megállapította, és a kormányfő doktori címének visszavonását kezdeményezte, ám a testületet az ülés közben Liviu Pop ideiglenes oktatási miniszter egy rendelettel átszervezte, döntéseit érvénytelennek nyilvánította és megvonta tőle a jogot, hogy a továbbiakban plágiumügyekkel foglalkozzék.
Mindezek után a kormány július 3-án leváltotta a szenátus és a képviselőház PDL-es elnökeit, az állampolgári jogok parlamenti biztosát, emellett saját jelöltjeiket helyezték a közszolgálati rádió és televízió élére, arra hivatkozva, hogy a korábbi vezető tisztviselők politikailag elfogultak voltak, és akadályozták a kormány munkáját. A rákövetkező nap sürgősségi rendelettel törölték az alkotmánybíróság feladatai közül a parlamenti határozatok alkotmányosságának vizsgálatát, majd a koalíció azzal vádolta meg az elnököt, hogy megsértette az alkotmányt és túllépett hatáskörén – mikor az Emil Boc-kormány alatt kisajátította a miniszterelnök alkotmányos feladatkörét –, továbbá állandó társadalmi feszültséget szít és megsértette az igazságszolgáltatás függetlenségét.
Ezt követően a kormánypártok július 5-én, az esti rendkívüli kormányülésen előkészítették az elnök leváltásáról szóló referendumot, melyről másnap szavazott a rendkívüli ülésszak keretében összehívott parlament két háza. A törvényhozás a szükséges 217 vokshoz képest 256 szavazattal fogadta el Băsescu felfüggesztését célzó határozatot, és az ügydöntő népszavazást július 29-ére írták ki. Mivel a kormány előző nap sürgősségi rendelettel módosította a népszavazási törvényt, már nem a választói névjegyzékben szereplő polgárok, hanem csupán az urnákhoz járulók többsége szükséges a szavazattöbbség megszerzéséhez. Az alkotmánybíróság – a július 9-én hozott határozatában – érvényesnek minősítette az államfő felfüggesztését, továbbá elutasította a már leváltott két ellenzéki házelnöknek, Vasile Blaga volt szenátusi és Roberta Anastase volt képviselőházi elnöknek az alkotmányossági óvását. A taláros testület Crin Antonescut, a szenátus új elnökét nevezte meg ideiglenes államfőként, akinek Băsescu másnap át is adta hivatalát.
A 2012. július 29-én tartott sikertelen népszavazás után lemondott a felelősnek nyilvánított belügy- és a közigazgatási miniszter. Ehhez kapcsolódva jelentős kormányátalakítást hajtott végre Victor Ponta.

### Diplomabotrányok
Az első Ponta-kormányhoz számos diplomabotrány fűződik. Cirona Dumitrescu kinevezett oktatási miniszter el sem foglalhatta a miniszteri tisztséget, miután összeférhetetlenséget állapítottak meg esetében, lévén hogy a Legfelsőbb Igazságszolgáltatási Tanács tagja volt. A helyette kinevezett Ioan Mangot nyilvánvaló plágiumon érték, ezért néhány nap hezitálás után lemondott. Az utána ügyvivő miniszterré kinevezett, korábban oktatási szakszervezeti vezetőként tevékenykedő Liviu Popra szintén az összeférhetetlenség gyanúja vetült. Az oktatási érdekképviseletek követelésére ismét kötelezővé tette a szakszervezeti tagdíj levonását a tanárok béréből. A végül teljes jogú oktatási miniszterré kinevezett Ecaterina Andronescut szintén plágiummal vádolták, és nem is kapott helyet a második Ponta-kormányban. De a plágiumbotrány célpontja maga Ponta volt, akit a sajtó „copy-paste” miniszterelnökként aposztrofál, de aki nem volt hajlandó lemondani. Liviu Pop, oktatási miniszterként mindent elkövetett, hogy hivatalosan ne mondják ki a plágiumot, annak ellenére, hogy a bukaresti egyetem szakbizottsága kimondta ezt, és kérte a minisztert a doktori cím visszavonására.